# Branden Carlson
Branden Carlson (South Jordan, 14 de junho de 1999) é um jogador norte-americano de basquete profissional que atualmente joga no Oklahoma City Thunder da National Basketball Association (NBA).
Ele jogou basquete universitário pela Universidade de Utah.

## Início da vida e carreira no ensino médio
Carlson cresceu em South Jordan, Utah, e estudou na Bingham High School. Ele se comprometeu a jogar basquete universitário pela Universidade de Utah e rejeitou as ofertas da UCLA, Stanford, BYU, UNLV, Utah State e Santa Clara.

## Carreira universitária
Depois de se formar no ensino médio, Carlson serviu em uma missão de dois anos como Mórmon em Manchester, Inglaterra. Ele se matriculou na Universidade de Utah antes do início da temporada de 2019-20. Na sua temporada de calouro, Carlson jogou em 30 jogos e teve médias de 7,0 pontos, 3,9 rebotes e 1,4 bloqueios. Em seu segundo ano, ele teve médias de 9,4 pontos, 4,6 rebotes e 1,7 bloqueios. Carlson teve médias de 13,6 pontos, 6,1 rebotes e 1,6 bloqueios e foi nomeado para a Segunda-Equipe da Pac-12 Conference em sua terceira temporada. Ele teve médias de 16,4 pontos, 7,5 rebotes e 2,0 bloqueios em seu último ano e foi nomeado para a Primeira-Equipe da Pac-12. Carlson considerou entrar no draft da NBA de 2023, mas finalmente decidiu utilizar o ano extra de elegibilidade concedido a atletas universitários que jogaram na temporada de 2020 devido à pandemia de COVID-19 e retornar a Utah para uma quinta temporada. Em seu último ano, ele teve médias de 17,0 pontos, 6,6 rebotes, 1,6 assistências e 1,5 bloqueios e foi nomeado para a Primeira-Equipe da Pac-12 pela segunda vez. Carlson se tornou o líder de bloqueios de todos os tempos de Utah, terminando a temporada com 241 bloqueios. No NIT daquele ano, Carlson teve médias de 16,8 pontos, 5,0 rebotes e 1,8 bloqueios em quatro jogos do torneio, com Utah eventualmente caindo nas semifinais para Indiana State.

## Carreira profissional

### Raptors 905 (2024)
Depois de não ser selecionado no draft da NBA de 2024, Carlson assinou um contrato de duas vias com o Toronto Raptors em 4 de julho de 2024. No entanto, ele foi dispensado em 19 de outubro de 2024. Em 28 de outubro, ele se juntou ao Raptors 905 da G-League.

### Oklahoma City Thunder / Blue (2024–Presente)
Em 16 de novembro de 2024, após as lesões de Isaiah Hartenstein, Chet Holmgren e Jaylin Williams, Carlson foi contratado pelo Oklahoma City Thunder. Ao longo de sua temporada de estreia, ele foi designado várias vezes para o Oklahoma City Blue da G-League.

## Estatísticas da carreira

### Universidade
| Ano      | Equipe   | PJ  | PT  | MPJ  | AP   | 3P   | LL   | RT  | AS  | BR | TO  | PPJ  |
| -------- | -------- | --- | --- | ---- | ---- | ---- | ---- | --- | --- | -- | --- | ---- |
| 2019–20  | Utah     | 30  | 29  | 20.9 | .549 | .231 | .622 | 3.9 | .8  | .3 | 1.4 | 7.0  |
| 2020–21  | Utah     | 25  | 21  | 23.4 | .551 | .500 | .609 | 4.6 | .7  | .2 | 1.7 | 9.4  |
| 2021–22  | Utah     | 24  | 23  | 26.0 | .510 | .309 | .818 | 6.0 | 1.1 | .3 | 1.6 | 13.6 |
| 2022–23  | Utah     | 31  | 31  | 29.1 | .495 | .331 | .774 | 7.5 | 1.5 | .3 | 2.0 | 16.3 |
| 2023–24  | Utah     | 36  | 36  | 29.6 | .501 | .379 | .714 | 6.6 | 1.6 | .4 | 1.5 | 17.0 |
| Carreira | Carreira | 146 | 140 | 25.8 | .521 | .350 | .707 | 5.7 | 1.1 | .3 | 1.6 | 12.6 |